# نيوجينز
نيوجينز (بالإنجليزية: NewJeans)‏ هي فرقة فتيات كورية جنوبية بدأت انطلاقتها بتاريخ 22 يوليو عام 2022 تحت إدارة وكالة «أدور» التابعة لشركة «هايب» وتتكون الفرقة من 5 عضوات: مينجي، هاني، دانييل، هايرين، هاين.

## أعضاء الفرقة
| العضوة | الاسم الحقيقي       | بالهانغل           | تاريخ الميلاد والعمر | الجنسية                   |
| ------ | ------------------- | ------------------ | -------------------- | ------------------------- |
| مينجي  | كيم مينجي           | 김민지             | 7 مايو 2004          | كوريا الجنوبية            |
| هاني   | فام نغوك هان        | 팜하니             | 6 أكتوبر 2004        | فيتنام                    |
| دانييل | مو جيهي دانييل مارش | 모지혜 다니엘 마쉬 | 11 أبريل 2005        | أستراليا · كوريا الجنوبية |
| هايرين | كانغ هايرين         | 해린               | 15 مايو 2006         | كوريا الجنوبية            |
| هاين   | لي هاين             | 이혜인             | 21 أبريل 2008        | كوريا الجنوبية            |

## التاريخ

### الانطلاقة
الفرقة اصدرت يوم 1 أغسطس ألبوم انطلاقتها المصغر. الألبوم يتكون من 4 أغاني (3 أغاني رئيسية وأغنية واحدة جانبية). بدأت الفرقة انطلاقتها رسميا بفيديو كليب أول أغنية رئيسية لها والتي تحمل اسم Attention يوم 22 يوليو. وفي يوم 23 يوليو أصدرن 4 نسخ من فيديو كليب أغنيتهن الرئيسية الثانية Hype Boy. وفي يوم 24 يوليو أصدرن الفيديو كليب الخاص بأغنيتهن الجانبية Hurt. أما فيديو كليب أغنيتها الرئيسية الثالثة Cookie فصدر يوم 1 أغسطس مع ألبوم انطلاقتهن المصغر.

### النزاع مع وكالة أدور
في 29 نوفمبر 2024، أعلن عضوات الفرقة الخمسة بمؤتمر صحفي إنهاء عقودهن مع وكالة أدور، بسبب مخالفات مزعومة في العقود، ابرزها إقالة مين هي-جين، الرئيسة التنفيذية السابقة للوكالة والمؤسسة الرئيسية للفرقة. واتهامات بالتنمر وشعور العضوات بالتجاهل. بينما اكدت الوكالة أن عقود عضوات الفرقة قائمة حتى 31 يوليو 2029. وفي 5 ديسمبر 2024 أعلنت وكالة أدور، رفع دعوى قضائية لتأكيد صحة عقودها الحصرية مع الفرقة. وفي فبراير 2025 غيرت الفرقة اسمها إلى "NJZ" وأعلنت عن أنشطتها المستقلة، بما في ذلك عرض في هونغ كونغ. وفي 21 مارس 2025 أصدرت محكمة في سول أمرا قضائيا لصالح وكالة آدور، يمنع الفرقة من القيام بالأنشطة المستقلة.

## وصلات خارجية
- نيوجينز على موقع IMDb (الإنجليزية)
- نيوجينز على موقع ميوزك برينز (الإنجليزية)
- نيوجينز على موقع رولينغ ستون (الإنجليزية)
- نيوجينز على موقع أول ميوزيك (الإنجليزية)
- نيوجينز على موقع ديسكوغز (الإنجليزية)